# Dieter Below
Dieter Below (23 giugno 1942) è un ex velista tedesco, vincitore della medaglia di bronzo nel Soling ai Giochi olimpici di Montréal 1976 insieme a Michael Zachries e Olaf Engelhardt.
Quattro anni dopo a Mosca 1980, con Bernd Klenke in sostituzione di Engelhardt, si classificò quarto.
Ad inizio carriera aveva gareggiato nella classe Dragone, laureandosi campione nazionale nel 1971 e vincendo un argento ai campionati europei nel 1971 a Marstrand, in Svezia, e l'anno seguente a Hyères, in Francia.
Dopo essere passato al Soling, si laureò campione europeo nel 1973 a Medemblik e nel 1976 a Ginevra, a cui aggiunse i bronzi del 1974 e del 1978.
Terminata la carriera, fu segretario generale della federazione di vela della Germania Est fino alla riunificazione tedesca.

## Palmarès
- Giochi olimpici

Montréal 1976: bronzo nel soling.
- Campionati europei di Soling

Medemblik 1973: oro.
Helensburgh 1974 bronzo.
Ginevra 1976: oro.
Kiel 1978: bronzo.
- Campionati europei di Dragone

Marstrand 1971: argento.
Hyères 1972: argento.